# 멋진 신세계
《멋진 신세계》(Brave New World)는 올더스 헉슬리가 1931년에 쓰고 1932년에 출판된 디스토피아 SF 소설이다. 소설의 제목은 윌리엄 셰익스피어의 희곡 《템페스트》의 한 구절에서 따왔다. 《멋진 신세계》는 포드 자동차가 출시된 해인 1908년을 인류의 새 기원으로 삼은 가상의 미래 세계를 다루고 있다. 작품 속의 배경은 포드 기원 632년(서기 2540년)의 영국이다. 소설 속의 세계는 하나의 통일된 정부의 통제하에 있으며 모든 것이 포드주의에 따라 자동 생산된다. 심지어 사람도 컨베이어 시스템에 실려 수정되고 길러져 병 속에서 제조되고 태어난다. 《멋진 신세계》는 극도로 발전한 기계 문명이 철저히 통제하는 계급 사회를 그린다. 헉슬리는 기계 문명의 발달을 1920년대와 1930년대에 대두한 전체주의와 연결시켜 비인간적 기계 문명이 가져올 지옥을 경고하였다.

## 제목
"멋진 신세계"라는 말은 셰익스피어의 희곡 《템페스트》 제5막 1장 가운데 미란다의 대사에서 따왔다.
O wonder!

How many goodly creatures are there here!

How beauteous mankind is! O brave new world,

That has such people in't.

— William Shakespeare, The Tempest, Act V, Scene I, ll. 203–206

오 놀라워라!

이 많은 훌륭한 피조물이라니!

인간은 참으로 아름다워라! 오 멋진 신세계,

이런 사람들이 사는 곳.

- 윌리엄 셰익스피어, 템페스트, 제5막 1장

## 역사
올더스 헉슬리는 1931년 5월에서 8월 사이 프랑스의 사나리수르메(Sanary-sur-Mer)에서 《멋진 신세계》를 썼다. 당시 헉슬리는 이미 여러 편의 저술로 사회 풍자 작가의 명성을 쌓았다. 1920년부터 《베너티 페어》(Vanity Fair)와 《보그》에 기고하기 시작하여 1921년에는 첫 소설 《크롬 옐로》를 발표하였고, 이후로도 《어릿광대의 춤》 (1923년), 《하찮은 이야기》 (1925년), 《연애대위법》 (1928년)과 같은 작품들을 발표하였다. 《멋진 신세계》는 그의 다섯 번째 소설이자 최초의 디스토피아 소설이다.
헉슬리는 《멋진 신세계》가 H. G. 웰스의 《현대 유토피아》(1905년)와 《신과 같은 사람》(1923년)으로부터 영감을 받았다고 회고한 바 있다.

### 실존주의의 극단적인 적용
프란시스 쉐퍼는 현대철학을 논함에 있어서 실존주의가 공식적인 철학적 입장으로는 영향력을 잃었지만, 헉슬리에 의해 이 책에서 적용이 되었다고 말한다.  즉, 헉슬리가 제안한 인류의 문제 해결을 약물로 제안한 것이 이 책에서 소마(soma)라는 이름으로 제시되면서 동양 힌두교 신화의 사상을 접목시키려는 노력을 꾀하였다는 것이다.

## 줄거리
소설은 AF(포드 이후) 632년(그레고리력으로 서기 2540년)의 세계국 런던 도시에서 시작된다. 이곳의 시민들은 인공 자궁과 유년기 세뇌 프로그램을 통해 지능과 노동에 기초한 미리 결정된 계급(또는 카스트)으로 만들어진다. 서로 다른 병에 있는 배아들은 계획된 역할에 맞게 화학 물질로 처리되는데, 상위 계급을 위한 배아들은 최적화를 위한 화학 물질을 받고, 하위 계급을 위한 배아들은 점점 더 불완전하게 만들어진다. 계급은 알파(계획된 지도자), 베타, 감마, 델타, 그리고 입실론(제한된 지능을 가진 단순 노동자)으로 구성된다. 각 카스트는 자신의 계급을 선호하도록 세뇌되며—입실론은 알파가 갖는 지적 부담이 없어 행복하다—쉽게 식별할 수 있도록 한 가지 색상의 유니폼을 입는다.
부화장 직원인 레니나 크라운은 인기 있고 성적으로 매력적이지만, 심리학자인 버나드 마르크스는 그렇지 않다. 그는 자신의 고급 알파 카스트의 평균 구성원보다 키가 작아서 열등감을 갖고 있다. 수면 학습에 관한 그의 연구는 그가 사회가 시민들을 평화롭게 유지하는 방법(여기에는 진정 효과가 있고 행복을 생산하는 '소마'라는 약물의 지속적인 소비가 포함된다)을 이해하고 이에 반대하게 한다. 재앙을 자초하며, 버나드는 자신의 비판에 대해 목소리를 높이고 오만하며, 그의 상사는 그의 비순응성 때문에 그를 아이슬란드로 추방하는 것을 고려한다. 그의 유일한 친구는 헬름홀츠 왓슨으로, 고통 없는 사회에서 자신의 재능을 창의적으로 사용하기 어려워하는 재능 있는 작가이다. 버나드는 레니나와 함께 세계국 밖에 있는 뉴멕시코의 야만인 보호구역으로 휴가를 떠나고, 그곳에서 둘은 자연 출생한 사람들, 질병, 노화 과정, 다른 언어, 그리고 종교적 생활 방식을 처음으로 관찰한다. 마을 사람들의 문화는 아나사지의 후손인 호피족과 주니족을 포함한 푸에블로 민족과 같은 해당 지역의 현대 아메리카 원주민 집단과 유사하다. 버나드와 레니나는 폭력적인 공공 의식을 목격한 후, 아들 존과 함께 보호구역에 살고 있는 린다라는 여성을 만난다. 그녀 역시 오래 전에 휴가로 보호구역을 방문했으나, 그룹과 떨어져 남겨졌다. 그 사이에 그녀는 함께 휴가를 온 사람(버나드의 상사인 부화 및 조건화 책임자로 밝혀진다)에 의해 임신했다. 그녀는 임신에 대한 수치심 때문에 세계국으로 돌아가려 하지 않았다. 존은 보호구역에서 평생을 보냈지만 마을 사람들에게 받아들여진 적이 없으며, 그와 린다의 삶은 힘들고 불쾌했다. 린다는 존에게 읽기를 가르쳤지만, 그녀가 소유한 유일한 책인 과학 매뉴얼과 포페가 근처에서 발견한 또 다른 책인 셰익스피어 전집으로만 가르쳤다. 마을 사람들에게 따돌림을 당하는 존은 자신의 감정을 《태풍》, 《리어왕》, 《오셀로》, 《로미오와 줄리엣》 그리고 《햄릿》에서 자주 인용하는 등 셰익스피어 극의 용어로만 표현할 수 있다. 린다는 이제 런던으로 돌아가길 원하고, 존도 어머니가 자주 칭찬했던 이 "용감한 신세계"를 보고 싶어한다. 버나드는 자신의 추방 계획을 좌절시킬 기회를 보고, 린다와 존을 데려갈 허가를 받는다. 런던으로 돌아온 후, 존은 책임자를 만나 그를 자신의 "아버지"라고 부르는데, 이 저속한 표현은 웃음을 자아낸다. 굴욕당한 책임자는 버나드를 추방하려던 계획을 실행에 옮기기 전에 수치심에 사직한다.
버나드는 이제 유명인으로 대우받는 "야만인" 존의 "관리인"으로서, 사회의 최상층 인물들에게 아첨을 받으며 한때 경멸했던 관심을 즐긴다. 그러나 버나드의 인기는 일시적이며, 존이 문학적 성향을 가진 헬름홀츠와만 진정으로 유대감을 형성하는 것에 질투를 느끼게 된다. 추하고 친구가 없다고 여겨지는 린다는 오랫동안 갈망했던 소마를 사용하는 데 모든 시간을 보내는 반면, 존은 비어 있다고 느끼는 사회에 충격을 받아 버나드가 주최하는 사교 행사에 참석하기를 거부한다. 레니나와 존은 서로에게 육체적으로 끌리지만, 셰익스피어의 작품에 기초한 존의 구애와 로맨스에 대한 관점은 레니나의 자유분방한 성에 대한 태도와 완전히 맞지 않는다. 그녀는 그를 유혹하려 하지만, 그는 그녀를 공격한 뒤 갑자기 어머니가 죽음의 문턱에 있다는 소식을 듣는다. 그는 린다의 침대 곁으로 달려가 스캔들을 일으키는데, 이는 죽음에 대한 "올바른" 태도가 아니기 때문이다. "죽음-조건화"를 위해 병동에 들어온 몇몇 아이들이 존에게 무례하게 대하자, 그는 한 아이를 신체적으로 공격한다. 그런 다음 그는 하위 카스트 집단에 대한 소마 배포를 중단시키려 하며, 그들에게 자신이 그들을 해방시키고 있다고 말한다. 헬름홀츠와 버나드는 발생한 폭동을 멈추기 위해 달려오고, 경찰은 군중에게 소마 증기를 뿌려 소동을 진압한다.
버나드, 헬름홀츠, 그리고 존은 모두 "서유럽 거주 세계 통제관"인 무스타파 몬드 앞에 끌려가고, 몬드는 버나드와 헬름홀츠에게 반사회적 활동으로 인해 섬으로 추방될 것이라고 말한다. 버나드는 두 번째 기회를 간청하지만, 헬름홀츠는 진정한 개인이 될 기회를 환영하며, 나쁜 날씨가 자신의 글쓰기에 영감을 줄 것이라고 믿어 목적지로 포클랜드 제도를 선택한다. 몬드는 헬름홀츠에게 추방이 실제로는 보상이라고 말한다. 그 섬들은 세계의 가장 흥미로운 사람들, 즉 세계국의 사회 모델에 맞지 않는 개인들로 가득 차 있다. 몬드는 존에게 현재 사회로 이끈 사건들과 카스트 제도 및 사회 통제에 대한 자신의 주장을 설명한다. 존은 몬드의 주장을 거부하고, 몬드는 존의 견해를 "불행할 권리"를 요구한다고 주장하며 요약한다. 존은 자신도 섬으로 갈 수 있는지 묻지만, 몬드는 거절하며 존에게 다음에 무슨 일이 일어날지 보고 싶다고 말한다.
새로운 삶에 지친 존은 퍼텐햄 마을 근처의 버려진 언덕 위 등대로 이사하여, 자기 채찍질을 실천하며 문명으로부터 자신을 정화하기 위해 고독한 금욕적 생활 방식을 채택하려 한다. 이는 기자들과 결국에는 그의 기이한 행동을 목격하길 바라는 수백 명의 놀란 구경꾼들을 끌어들인다.
한동안 대중의 관심이 다른 오락거리로 돌려진 후, 존이 혼자 남겨질 것 같았으나, 한 다큐멘터리 제작자가 멀리서 존의 자기 채찍질을 몰래 촬영했고, 이 다큐멘터리가 공개되자 국제적인 센세이션을 일으킨다. 더 많은 기자들을 태운 헬리콥터가 도착한다. 군중들이 존의 은신처로 몰려와 그들을 위해 채찍질 의식을 행하라고 요구한다. 한 헬리콥터에서 레니나로 암시되는 젊은 여성이 나타난다. 존은 자신이 동시에 숭배하고 혐오하는 여성을 보자, 분노로 그녀를 향해 채찍질을 한 다음 자신에게도 채찍질을 가하는데, 이는 군중을 흥분시키고, 그들의 야만적인 행동은 소마에 취한 난교로 변한다. 다음 날 아침, 존은 땅에 깨어나 난교에 참여한 것에 대한 후회로 가득 차 있다.
그날 저녁, 지난밤의 난교 이야기가 모든 신문에 실린 후 헬리콥터 무리가 지평선에 나타난다. 가장 먼저 도착한 구경꾼들과 기자들은 존이 자살해 목을 매 죽어 있는 것을 발견한다.

## 같이 보기
- 뇌-컴퓨터 인터페이스
- 데몰리션 맨
- 태아 알코올 증후군